# Ropsten

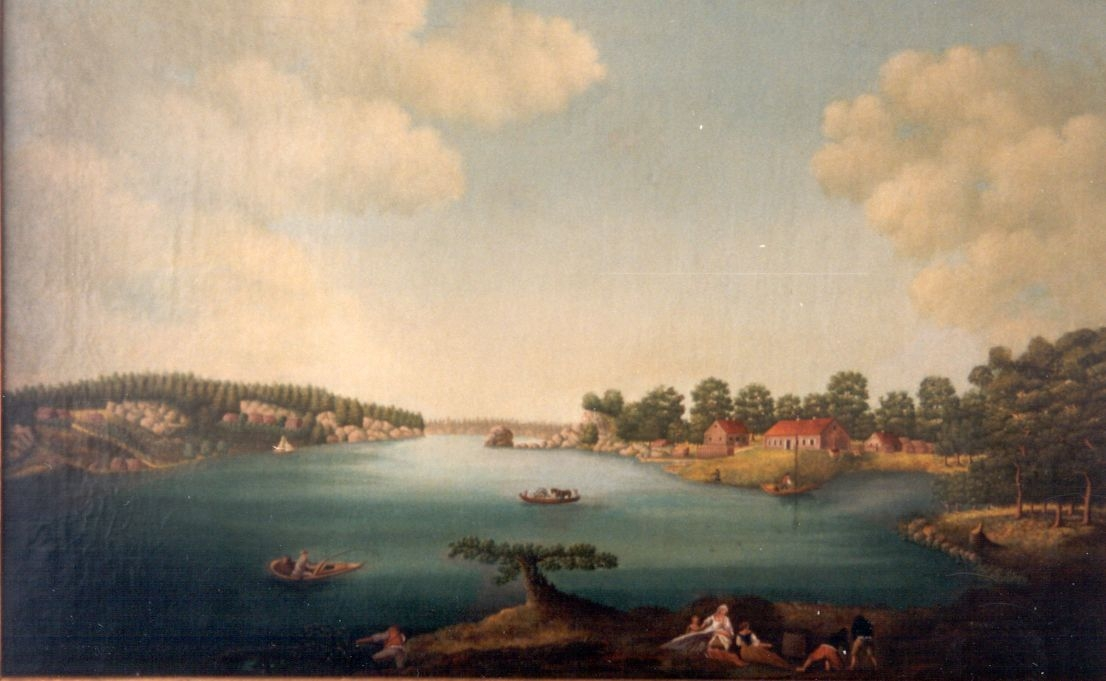
Dipinto di uno scorcio di Ropsten ad opera di Piere Joseph Trere (1795)

Ropsten è un'area di Stoccolma nonché un capo, situati all'estremità nord-orientale della capitale svedese, in prossimità dello stretto Lilla Värtan. Il significato letterale della traduzione è "pietra che grida": il nome deriva dal masso su cui le persone si posizionavano nei secoli passati per chiamare un battello (Roddmadam) che traghettava le persone sull'altra sponda dello stretto in cambio di una somma di denaro.
Ropsten è oggi direttamente collegata all'isola di Lidingö grazie ai due ponti Lidingöbron, uno dei quali è utilizzato dai treni della Lidingöbanan. È inoltre presente una stazione della metropolitana.